# Hřebeč
Obec Hřebeč se nachází v okrese Kladno, kraj Středočeský. Díky svému rozrůstání v posledních 20 letech (zhruba od přelomu 20. a 21. století), tak i díky rozrůstání blízkého města Kladna, se dnes obec nachází jen přibližně necelý kilometr na jihovýchod od poslední kladenské zástavby. Žije zde přibližně 2 200 obyvatel. Obcí protéká Lidický potok, který je v některých pramenech a mapách nazývaný i potokem Hřebečským. V obci se nalézá Masarykova jubilejní základní škola Hřebeč.

## Název
Osídlení na území dnešní Hřebče bylo nejdříve známé pod názvem Tasovská osada či jako dědiny v Tasově. Tak se zpočátku v názvu promítlo sepětí tohoto osídlení se zdejší tvrzí Tasov. Brzy po založení dnešní obce se však objevuje i dnešní jméno Hřebče v podobě: Rebec, Rebeč, Řebec, Řebeč, Řebce (např. v listině z roku 1429) a konečně i Hrziebecz – tj. Hřebeč. Tento poslední název známe např. z listiny z roku 1381. Jméno vesnice je od původu přídavné jméno přivlastňovací, bylo odvozeno od osobního jména (přezdívky) Hřebec (nositel onoho jména je neznámý) a znamenalo „Hřebcův“ (dvůr, majetek atd.). Během staletí se jméno obce psalo porůznu. Nejčastěji se ovšem střídal název Řebeč a Hřebeč. Najde se ale i zkomolenina jména jako je prazvláštní Rip. Teprve v roce 1924 došlo k definitivní úpravě oficiálního názvu obce z Řebče na spisovnější Hřebeč.

### Pověsti o vzniku obce a o jejím jménu
Podle lidových pověstí však je jméno obce odvozeno od hřebce či hřebců.
Podle jedné pověsti může za název obce zdejší hrad Tasov. U toho stál totiž velký a proslulý hřebčín, kam se sjížděli páni na trhy z širého okolí. A poněvadž byl tento hřebčín zdrojem obživy pro mnoho poddaných z okolí Tasova, rozhodli se tito lidé sestěhovat ke hřebčínu a na památku hřebčína pojmenovat svoji novou obec Hřebčí.
Podle druhé pověsti lovil na počátku druhého tisíciletí se svojí družinou ve zdejších lesích jeden z přemyslovských knížat. Protože se zabral do lovu, tak si ani nepovšiml, že se příliš vzdálil od svých dvořanů a lovců a v tehdy hlubokých lesích nakonec zabloudil. Kníže projížděl hluboké lesy křížem krážem, každou chvíli troubil na svoji loveckou trubku, ale pomoci se nedočkal. Když už byl český vládce po mnoha hodinách marného ježdění unaven a viděl, že i jeho věrný kůň mele z posledního, uvázal svého uhnaného hřebce ke stromu a sám se vydal hledat pěšky svoji družinu. Stále však hledal marně, až jej náhle napadlo pomodlit se ke svatému Janu Křtiteli, kterému přislíbil, že pokud se zachrání, vystaví světci novou svatyni. A najednou se skutečně stalo to, v co kníže pomalu již nedoufal. Po horoucí modlitbě najednou zaslechl v dáli psí štěkot a zanedlouho se ozvalo i troubení jeho družiny. Když jí dal kníže svou trubkou znamení, byl konečně vyslyšen a doprovod jej zanedlouho nalezl. Poté se jeho lidé vydali hledat jeho oblíbeného koně. Toho však nalezli již uhynulého, a tak se kníže rozhodl, že založí v místech, kde jeho věrný hřebec odešel ze světa, na jeho počest ves, kterou nazval Hřebčí. Na svého nebeského zachránce také nezapomenul a tam, kde ho doprovod prvně našel, nechal vybudovat (již v 15. století zaniklou) ves Újezdec s kostelíkem sv. Jana Křtitele. Tento kostelík se doposud nachází v lesích u dnešní obce Dříň, a tak nám dodnes připomíná spolu se Hřebčí onen pokažený knížecí lov a vladařovu následnou záchranu.
Snad právě v upomínku na legendárního koně a zároveň jako symbol zemědělství se v 70. letech 20. století v neoficiálním znaku obce Hřebeč objevila v jedné jeho třetině hlava s krkem hřebce s uzdou.
Také dnes užívá obec – v již oficiálním znaku – hřebce, a to dokonce hned dva. Ve špici štítu se pak objevuje dřevěná palisáda, jež evokuje opevnění někdejšího „hradu“ (ve skutečnosti ovšem jen tvrze) Tasov.

## Historie

### Hřebeč v prehistorii
Archeologové nalezli na území obce svědky prehistorického osídlení již z Mladší doby kamenné (dochovaly se kamenné odštěpky či keramika).

### Hřebeč ve středověku mezi 11.-15. stoletím
V 11. století vznikla na katastru obce nevelká tvrz Tasov (ležící při nynějším východním okraji obce nad silnicí Hřebeč-Lidice). Tato pevnůstka měla ve svém okolí zřejmě i své zázemí v podobě jakési dědiny či hospodářského dvora či dvorů. Oblast nynější Hřebče patřila dlouho významnému rodu pánů Meziříčských z Tasova (či jen pánů z Tasova, kteří byli jednou z linií mocných pánů z Lomnice. Viz též níže část o tvrzi Tasov). Ti území obývali do roku 1280, kdy zřejmě v tomto roce zdejší sídlo zničili braniborští vojáci správce království – markrabího Oty V. Braniborského. Páni z Tasova se území v podstatě vzdali a odešli, ale teprve jejich potomek – paní Kateřina z Tasova – se v roce 1410 definitivně písemně vzdala veškerých práv nad Tasovem a přilehlou oblastí.
První písemná zmínka o vlastní obci Hřebeč pochází až z roku 1285, kdy nový vlastník, drobný polský šlechtic Vojslav Rebecki, založil (západně) od zničené tasovské tvrze novou osadu se svým opevněným dvorcem. Osada byla vystavěna v údolí životadárného Lidického potoka a byla až do 1. poloviny 19. století zemědělskou vsí, která byla již na počátku raného novověku (tj. v 16. století) středně velká. Zdá se však, že panství bylo Rebeckým a jejich následovníkům ve 14. století jen panovníkem propůjčováno. Ve 14. století se tak ve Hřebči začali objevovat vladykové (či chceme-li zjednodušeně a souhrnně rytíři) ze Řebče či Hřebče. Ti v obci sídlili na onom opevněném gruntu Rebeckých. Jejich vzájemné vazby a původ jsou však značně nejisté a zřejmě ani nebyli často ani příbuznými, jen si po nabytí majetku připojovali ke svému dosavadnímu jménu predikát ze Řebče či Hřebče.
Po zakladateli Vojslavovi Rebeckém tak následoval v držbě Hřebče roku 1316 jeho stejnojmenný syn Vojslav II. Rebecki. Ten však Hřebeč roku 1333 předal duchovnímu Martinovi, který se historicky jako první psal ze Hřebče. Martin byl ve službách biskupa Jana IV. z Dražic a Hřebeč mu zřejmě jen poskytovala hmotné zázemí. Následně od roku 1349 statek obdržel buštěhradský farář a služebník pražského arcibiskupa Arnošta z Pardubic vladyka Bohuslav (Bobeš) ze Hřebče. Tento Bohuslav byl připomínán ještě v roce 1381, kdy se dostal do majetkového sporu s králem Václavem IV. Po jeho smrti roku 1381 se stal držitelem Hřebče libochovický kněz Mikuláš, který zanedlouho zemřel a Hřebeč roku 1381 obdržel jako dědictví rytíř Ctibor ze Hřebče s manželkou Bětou. Ti svůj šlechtický venkovský dvůr neboli curii rusticalis rozšířili a přestavěli.
V rodině vladyků ze Hřebče se však obec dlouho neohřála a v době předhusitské ji již vlastnil bohatý pražský patricij a kupec Petr Meziříčský. Ten byl velkým odpůrcem husitů, kteří mu již na sklonku května roku 1420, na oplátku, zničili jeho přípražské majetky. Mezi nimi i blízkou tvrz a ves Makotřasy nebo právě naší Hřebeč. Ta zůstala po vypálení několik let pustá. Již roku 1422 pražští husité jmění Petra Meziříčského zcela zabavili a roku 1429 se Hřebeč dostala do rukou pánů z Chlumu – bratrům Jarošovi a Hynkovi. Ti panství neudrželi a majetek spadl opět na Prahu. Poté se od roku 1438 střídali rychle další šlechtičtí majitelé, kterými od roku 1460 byli krátce i mocní páni ze Šternberka. Poté zde roku 1462 sídlil rytíř Jan Hřebečský z Krchleb či roku 1532 rytíř Oldřich Hřebečský z Pibru.

### Hřebeč v 16. a 17. století za vlády rodu Žďárských ze Žďáru
Neví se přesně kdy, ale zřejmě až na počátku druhé třetiny 16. století, snad od rodiny Hřebečských z Pibru, získal obec zámožný rytíř Zdeněk Kladenský z Kladna. Ten drobný rytířský stateček Hřebeč připojil k velkému panství Kladno, který právě on v posledním půlstoletí dobudoval. Po Zdeňkově smrti (zemřel roku 1543 v cca 90 letech) přešla Hřebeč jako součást dědictví na jeho tři žijící prasynovce z rodu rytířů Žďárských ze Žďáru. V rodě Žďárských ze Žďáru (resp. říšských hrabat ze Žďáru, jak se rod od roku 1622/1628 psal) se pak Hřebeč udržela až do roku 1701. Potomci hrabat ze Žďáru – říšská hrabata z Magnis (jež získala Hřebeč jako dědictví po přeslici), pak Hřebčí disponovali pouze do roku 1702.
Majiteli Hřebče byli v tomto období tito členové žďárského rodu:
- V letech 1543–1548 byli společnými vlastníky kladenského panství včetně obce Hřebeč bratři: Jan starší, Jiří a Zdeněk rytíři Žďárští ze Žďáru. V roce 1548 však došlo k rozdělení panství na tři díly.
- V letech 1548–1557 tak držel panství Kladno se Hřebčí pouze rytíř Zdeněk Žďárský ze Žďáru a na Kladně (1519–asi 1557). Za jeho vlády stálo v obci asi 10 obydlených gruntů.
- V letech 1557–1574 držel panství Kladno se Hřebčí jeho starší bratr rytíř Jiří Žďárský ze Žďáru a na Dobré a Kladně (1517–1574).
- V letech 1574–1578 držel panství Kladno se Hřebčí jejich zbylý bratr rytíř Jan starší Žďárský ze Žďáru a na Tachlovicích (asi 1502–1578).
- V letech 1578–1615 držel Hřebeč v rámci kladenského velkostatku Janův syn rytíř Ctibor Tiburcí Žďárský ze Žďáru a na Kladně (1545–1615). Ten jako první připojil k velkostatku Kladno po roce 1608 sousední statek Červený Újezd. Tento majitel byl významnou osobností, neboť zastával vysoké zemské úřady (byl mj. karlštejnským purkrabím) a stal se dokonce i místodržitelem Českého království za vlády císaře Matyáše.
- V letech 1615–1626 následoval Ctiborův syn rytíř Jan Jiří Žďárský ze Žďáru a na Kladně (od září roku 1622 říšský baron Žďárský ze Žďáru) (asi 1581–1626). Za jeho vlády byla dne 7. listopadu 1620, v předvečer bitvy na Bílé hoře u Prahy, Hřebeč zle poničena císařskými oddíly (tzv. námezdnými polskými jezdci – zv. Lisovčíci) při postupujících vojenských operacích nově rozhořelé třicetileté války (1618–1648).
- V letech 1626–1653 držel Hřebeč v rámci velkostatku Kladno – Červený Újezd Janův vzdálený synovec Florian Jetřich říšský baron ze Žďáru a od roku 1628 říšský hrabě ze Žďáru (1598–1653). Tento vlastník Hřebče patřil mezi významné a bohaté muže Českého království. Manželstvím se spříznil s mocnými hrabaty z Martinic a za Ferdinanda III. zastával funkci dvorského maršálka českého královského dvora. Za jeho vlády Hřebeč trpěla následky třicetileté války a částečně se vylidnila. V roce 1649 navíc obec zřejmě postihl velký mor.
- V letech 1653–1670 vládl nad Hřebčí v rámci kladensko-červenoújezdeckého velkostatku (dominia s více než 40 vesnicemi) Florianův syn František Adam Eusebius říšský hrabě ze Žďáru (zřejmě 1624(23)–1670). Za něj došlo k obnově obce po ukončení třicetileté války (válka skončila v roce 1648). V roce 1662 bylo ve Hřebči 10 gruntů a 2 mlýny.
- V letech 1670–1688 byl velkostatek hrabat ze Žďáru v administrativní správě blízkých příbuzných rodu ze Žďáru – říšských hrabat z Martinic, kteří Hřebči vládli na místě pěti pozůstalých sester – říšských hraběnek ze Žďáru, a to až do rozdělení panství mezi tyto dědičky v prosinci roku 1688.
- Od roku 1688 vládla Hřebči, jako poslední členka žďárského rodu, Františkova sestra Anna Kateřina říšská hraběnka z Magnis (zemř. 1701). Ta ale žila převážně na Moravě, kde vládla obzvlášť krutou rukou rozlehlému východomoravskému dominiu Strážnice. Vedle toho sídlila i v Brně či u panovnického dvora ve Vídni. Není známo, že by utužovala poddanství, jako tomu bylo na Strážnicku.

Při kladensko-červenoújezdeckém velkostatku hrabat ze Žďáru se tedy Hřebeč udržela až do roku 1688, kdy byl dosavadní velkostatek rozdělen na pět dílů mezi hraběcí dědičky-sestry ze Žďáru. Hřebeč připadla do vyděleného dílu – nového panství Litovice, které převzala Anna Kateřina hraběnka z Magnis. Její syn Josef Antonín z Magnis (zemř. 1720) panství Litovice se Hřebčí po smrti matky převzal a poněvadž potřeboval peníze a statek byl příliš vzdálený od hlavního fideikomisního velkostatku Magnisů ve Strážnici na východní Moravě, prodal 5. 4. 1702 panství Litovice s obcí Hřebeč za 130 000 zlatých rýnských a 800 zlatých tzv. klíčného (šlo o příplatek vyplácený ženským příslušnicím rodu původního vlastníka, že se vzdávají jakýchkoliv pohledávek) Josefu říšskému hraběti z Vrbna a Bruntálu.

### Hřebeč v 18. století za hraběte z Bredy, velkovévodkyně Toskánské a Wittelsbachů
Hrabě z Vrbna a Bruntálu si panství dlouho neponechal a téhož roku dne 17. 10. 1702 prodal vše výhodně za 140 000 zlatých rýnských Karlu Jáchymovi říšskému hraběti z Bredy (1663–1740), jehož rod pocházel původně z Nizozemí a Braniborska. Hrabě se v zemědělsky výnosném kraji snažil vybudovat rozsáhlý velkostatek a již dříve koupil některé části někdejšího dominia hrabat ze Žďáru. Hrabě z Bredy statek Litovice připojil k nově budovanému velkostatku Tachlovice, u něhož Hřebeč zůstala právně až do zrušení poddanství v roce 1848.
Cizozemský hrabě z Bredy utužil na svém panství poddanství a proslul, podobně jako jeho jeden z předků, svojí krutostí. Na druhou stranu byl schopným hospodářem. Přísně, a až krutě vystupoval i na svých dalších statcích, jako tomu bylo v případě Červených Peček v Polabí. Na polích hřebečských sedláků, které zabavil, vytvořil nad obcí ve směru na Dolany panský dvůr (dnes osadu) Peklov. Ta prý dostala název, právě v upomínku na pekelnou vládu pana hraběte.
V roce 1732 se poddaným ve Hřebči i jejich sousedům v okolí velmi ulevilo, když Tachlovice koupila majitelka sousedního Buštěhradu – slavná velkovévodkyně Anna Marie Františka Toskánská (1672–1741), choť posledního potomka z proslulé italské dynastie di Medici – velkovévody Giana Gastona (1671–1737). V roce 1741 její statky se Hřebčí zdědila její jediná žijící dcera vévodkyně Marie Anna Karolína Bavorská a následně dědictvím vládli její potomci – bavorský panovnický rod Wittelsbachů, jenž zůstal hřebečskou vrchností (s krátkou přestávkou) do roku 1805. Posledním bavorským majitelem Hřebče byl poslední bavorský kurfiřt a od roku 1806 první bavorský král Maxmilián I. Josef z Wittelsbachu (1756–1825).

### Hřebeč v 19. století za vlády Habsburků
Bavorský kurfiřt Maxmilián I. Josef postoupil před nástupem na bavorský trůn roku 1805 své české statky Habsburkům. Tak se Hřebečtí stali osobním majetkem císařsko-královského panovnického domu (německy se píšících) Habsburg-Lothringen (česky: dynastie Habsbursko-Lotrinská). Od roku 1814 zde vládla linie toskánských Habsburků, ale v roce 1847 se panství se Hřebčí stalo součástí soukromého jmění rakouského panovníka. Hřebečtí tak podléhali přímo císaři a králi Ferdinandovi I. Dobrotivému (jako český král byl Ferdinandem V., 1793–1875). Ten abdikoval v roce 1848 ve prospěch svého synovce Františka Josefa I. (1830–1916), který panství zdědil po strýcově skonu v roce 1875. Za vlády Ferdinanda V. bylo na panství v roce 1848 zrušeno poddanství. Posledním soukromým majitelem tachlovického a buštěhradského velkostatku byl mezi lety 1916–1918 následník Františka Josefa I. – poslední rakouský císař a uherský král Karel I. Habsbursko-Lotrinský (jako český král byl Karlem III., 1887–1922).
Do rolnické Hřebče, jejíž počet obyvatel rostl v minulých staletích jen pozvolna, dorazila v polovině 19. století definitivně kutací kamenouhelná horečka. Ta byla příčinou prvního většího růstu obyvatel a z obce se stala ves rolnicko-hornická. Mnoho hřebečských občanů se živilo hornictvím (rubali např. na dole Prago I, II atd.) a další se živili dělnickými profesemi v průmyslových podnicích blízkého Kladna. Když pak byla koncem 19. století vybudována první zpevněná silnice, spojující Hřebeč s Kladnem a Lidicemi, vedl tento krok k tomu, že se obec začala výrazněji rozrůstat.

### Hřebeč ve 20. a 21. století
V tomto období ztratila obec svůj původní zemědělsko-hornický charakter. V obci byla vybudována široká občanská vybavenost: za 1. československé republiky vznikla rozsáhlá patrová základní škola T. G. Masaryka, otevřená 18. 8. 1929, při níž byla vystavěna i školka, r. 1947 vznikl nad Hřebčí (u silnice na Hostouň) nový hřbitov s márnicí, v období socialistického Československa byl v 60. a 70. letech postupně zaveden vodovod a po r. 1985 se začala stavět čistička u Lidic, vzniklo rozlehlé fotbalové hřiště v horní části obce (u Lipovce, modernizované v několika vlnách od 80. let), u kterého vzniklo i ohražené dětské hřiště a mnohem později (zhruba po r. 1995) i hostinec či tenisový kurt s umělým povrchem, v 70. letech vznikla blízko pomístné části Čamrda, pod Lipovcem na Hřebečském neboli též Lidickém potoku přehrada pro chov ryb i rekreaci, dokončená r. 1976, na náměstí Draha byl v l. 1969–1971 vystavěn rozsáhlý kulturní dům s velkým společenským sálem, sídlem MNV Hřebeč a pohostinstvím, v r. 1974 byla vystavěna také velkoprodejna potravin Jednoty (dnes COOP) se sousední prodejnou masny (po r. 1990 zrušenou), v 80. letech (po r. 1983) byl zbudován přízemní dům služeb s poštou či tenisové antukové kurty u hřebečské přehrady (ty však, aniž byly uvedeny řádně do provozu, záhy zanikly), v 90. letech byl zaveden plyn (ten r. 1996) a posléze dokončena i kanalizace, kol. r. 2000 a po něm internet (nejdříve po telefonu, posléze přes wi-fi), v období po r. 2005 vznikl bytový dům s chráněným bydlením u fotbalového hřiště atd. Ves se od druhé poloviny 90. let stala oblíbeným místem pro přistěhovalce.
V současné době se tak Hřebeč bujně rozšiřuje, a to o novostavby, vznikající zejména v pomístné části Netřeby (ve směru ke Kladnu) a na Čamrdě (u hřebečské přehrady a ke Kladnu). Další novostavby vznikají v horní části obce ve směru ke hřbitovu a na Hostouň a další při obci ve směru na Lidice a Buštěhrad. Do těchto novostaveb se přistěhovalo mnoho nových obyvatel z Prahy a dalších míst republiky. Mezi těmito usedlíky se objevil i známý oštěpař Jan Železný.

### Rok 1932
V obci Hřebeč (přísl. Netřeby, Peklovy, 1614 obyvatel, poštovna) byly v roce 1932 evidovány tyto živnosti a obchody: autobusová doprava, nákladní autodoprava, výroba cementového zboží, cihelna, obchod s cukrovinkami, obchod s drůbeží, elektrotechnický závod, 3 holiči, 6 hostinců, 2 hudební školy, konsum Včela, 3 kováři, 3 krejčí, lakýrník, 6 lomů, obchod s mlékem, 2 mlýny, 2 obuvníci, papírnictví, 2 pekaři, 4 obchody s lahvovým pivem, pletárna, 2 porodní asistentky, 2 ovozníci, 14 rolníků, 3 řezníci, 11 obchodů se smíšeným zbožím, Městská spořitelna v Unhošti (fil.), Živnostenská záložna, stavební družstvo, stavitel, obchod se střižním zbožím, 3 švadleny, tesařský mistr, 3 trafiky, 3 truhláři, státní velkostatek, zahradnictví.

## Územněsprávní začlenění
Dějiny územněsprávního začleňování zahrnují období od roku 1850 do současnosti. V chronologickém přehledu je uvedena územně administrativní příslušnost obce v roce, kdy ke změně došlo:
- 1850 země česká, kraj Praha, politický okres Smíchov, soudní okres Unhošť[12]
- 1855 země česká, kraj Praha, soudní okres Unhošť[12]
- 1868 země česká, politický okres Smíchov, soudní okres Unhošť[12]
- 1893 země česká, politický okres Kladno, soudní okres Unhošť[13]
- 1939 země česká, Oberlandrat Kladno, politický okres Kladno, soudní okres Unhošť[14]
- 1942 země česká, Oberlandrat Praha, politický okres Kladno, soudní okres Unhošť[15]
- 1945 země česká, správní okres Kladno, soudní okres Unhošť[16]
- 1949 Pražský kraj, okres Kladno[17]
- 1960 Středočeský kraj, okres Kladno[18]

## Pohromy
- 1280 (či někdy v té době) byla (předchůdkyně Hřebče) stará tvrz Tasov se svým zázemím vypleněna a zničena vojsky Oty Braniborského. Území obce bylo na cca 5 let opuštěno.
- 1420, konec května, několikatisícové husitské jednotky měst Slaný, Louny a Žatec se spojily s Pražany a společně vypálily některá zboží Petra Meziříčského, mezi nimi i obec Hřebeč se šlechtickým dvorcem. Hřebeč na několik let zcela zpustla.
- 1582 a 1598, Slánský kraj navštívil velký mor, který se objevil i na jiných místech království. Na mor zemřelo v roce 1582 a 1598 i několik příslušníků rytířů Žďárských ze Žďáru. Jak tyto dvě morové epidemie postihly Hřebeč nevíme, je ale více než pravděpodobné, že v těchto letech zde umírali hřebečtí usedlíci také.
- 1611, 1. polovina roku, jednotky pasovského biskupa Leopolda habsburského se zapojily do svárů mezi císařem Rudolfem II. a jeho bratrem králem Matyášem. Tzv. Pasovští zle plenili a ničili České království a zdejší kraj. Vojáci poničili např. zámek zdejší vrchnosti v blízkém Červeném Újezdě, tak i další lokality kladensko-červenoújezdeckého panství.
- 1620, 7. 11., obec Hřebeč byla zřejmě vyplundrována a poškozena požárem při průtahu císařského vojska směrem od Rakovníka ku Praze. V týž den bylo částečně vypáleno císařskými lisovčíky i nedaleké rezidenční městečko Kladno spolu s opevněným zámkem Žďárských. Což znamenalo pro panství doslova katastrofu, neboť se ztratily či byly zničeny i mnohé důležité listiny pro Hřebeč.
- 1620–1648, ve Hřebči se v období třicetileté války nepochybně občas zdržovaly některé vojenské jednotky, které byly zhoubou hřebečských obyvatel, tak okolních obcí. To se jistě promítlo i do stavu obce Hřebeč, jejíž obyvatelé museli být opakovaně připraveni utíkat do okolních lesů, aby si uchovali svůj majetek či jen holý život. V době po roce 1648 jsou známé případy řady zběhlých poddaných z kladensko-červenoújezdeckého dominia. Ke zběhnutím docházelo především kvůli bídě ve zplundrovaném přípražském kraji, kam Kladensko patřilo. Pokles obyvatelstva zde činil až dvě třetiny oproti stavu v roce 1620.
- 1649 obec zřejmě zasáhl další těžký mor.
- 1743, od jara do června zuřilo velké sucho, které vystřídaly dlouhé katastrofální deště. Většina úrody byla zničena a i díky válkám vznikla drahota.
- 1747, 4. 6. se Hřebčí o 17. hodině přehnalo katastrofální krupobití, jež zničilo většinu úrody.
- 1748, 2. 8. se katastrofa po roce opakovala a průtrž deště zničila a odplavila veškeré obilí.
- 1832, v obci zuřila smrtelná cholera a vyžádala si zde neznámý větší počet životů.
- 1866, Prusko-Rakouská válka: v tomto roce byli 2× rekruti odvedeni na vojnu (dne 6. 7. a 9. 7.). Kolik mužů z obce padlo a kde, není známo. V Buštěhradě řádil mor, kde umřelo mnoho občanů. U nás není o tom žádná zmínka, ale jistě tato nemoc se nevyhnula naší obcí.
- 1870, velký požár zničil většinu staré zástavby v centru obce – tj. v části v okolí dnešní budovy obecního úřadu.
- 1914–1918, mnozí hřebečtí muži padli v první světové válce. Celkem zemřelo 23 vojáků.
- 1925, v noci z 11. na 12. 8. obec postihla velká bouře – průtrž, která napáchala značné škody. Část vody nestihla odtékat a voda se rozlila i do některých ulic, takže ty připomínaly řeku. Mnohé domy, dvory a zahrady byly poškozeny.
- 1929, zimní měsíce na počátku roku byly rekordně studené a nadělaly mnoho škod na zdech domů či stromech.
- 1934, hořejší 500 let stará lípa na Lipovci zanikla při větrné smršti.
- 1933, velké letní katastrofální sucho. V létě zapršelo pouze dvakrát. Poprvé zřejmě vyschnul i Lidický (Hřebečský) potok, ještě než stačil z Bažantnice dotéci do Netřeb. Kromě toho vysychaly i obecní a domácí studně. Situace se zlepšila až následujícího roku 1934.
- 1942, 10. 6. – sousední obec Lidice, kde mělo mnoho Hřebečských své příbuzné a přátele a kde byl pro Hřebeč tradičně i hřbitov, byla brutálně přepadena okupanty – německými nacisty. Muže vyvraždili téhož dne, ženy odvezli do německého koncentračního tábora a většinu dětí též zavraždili. Obec v následných týdnech srovnali zcela se zemí. Komando vojáků, které bouralo Lidice a znesvětilo i tamní hřbitov se zesnulými hřebečskými spoluobčany, bylo mj. ubytováno ve Hřebči v budově Masarykovy jubilejní školy. Ta byla pro žactvo uzavřena. Tito němečtí mladíci dle hřebečských pamětníků často cvičili na nedalekém náměstí Draha.

## Části obce
- Vlastní Hřebeč.
- Netřeby – původně samostatná osada, připojená později ke Hřebči. Vznikla zřejmě na počátku 19. století. Roku 1843 měla osada 10 domů a 69 obyvatel. Roku 1966 zde i s Peklovem bylo 15 domů a 79 obyvatel. Ještě kolem roku 2000 bylo před stavebním boomem dobře rozeznatelné staré jádro Netřeb. To je dnes z části obklopeno novými ulicemi. Centrem Netřeb je oblast kolem Opletalovy ulice – tj. silnice na Dolany, u níž se nachází malý rybníček s oblíbenou vedlejší restaurací. Další větší rybník je za Netřebami ve směru ke Kladnu. Přístup k němu je umožněn po pohodlné cestě z panelů – místními nazývanou Panelkou. Na tu navazuje lesní cesta, po které se dá rychle dostat na okraj sousedního Kladna (k nákupnímu centru Oáza).
- Peklov – neoficiální část obce na jejím jižním okraji, počítaná správně do Netřeb. Asi 500 metrů od vlastní obce – tj. Netřeb. Peklov byl jako panský zemědělský dvůr založen hrabětem Karlem Jáchymem z Bredy v roce 1725. Bylo to na místě polí, které Breda odňal z trestu sedlákům. Ještě v roce 1730 byl dvůr beze jména. Pojmenování Peklov – upomínající na pekelné období za hraběte Bredy – se nesporně ujmulo až po jeho odchodu, tj. po roce 1732. Ve 20. století vzniklo na Peklově několik dřevěných domů, které v místě doposud přežívají. Ve 2. polovině 20. století zde mělo svojí základnu JZD Hřebeč. To zde mj. vybudovalo v roce 1981 nový velký kravín pro 750 krav a další nepříliš vzhledné budovy.

## Vybraná pomístní jména obce
Celkem je v obci na 30 pomístních jmen. Všechna by měla uvádět hřebečská obecní kronika.
- Čamrda, původně pojmenování bloku domů mezi vlastní Hřebčí a Netřebami při silnici na Dolany – tj. dnešní Opletalovy ulice. Dnes přeneseně i okolí mezi hřebečskou přehradou a Opletalovou ulicí a též nová výstavba za původní Čamrdou ve směru na Kladno. Označení pronesl jako první netřebský hajný Václav Mašek (+1945). Ten prohlásil po vybudování bloku domů mezi Hřebčí a Netřeby v první polovině 20. století slova, tak Zde máme Čamrdu… Čímž zřejmě myslel jakési korzo pro čumendu.
- V Chaloupkách, jedná se o nejstarší dochovanou část obce nad Hřebečským (Lidickým) potokem. Pojmenovaná je podle křivolakých uliček, ve kterých stály drobné domky-chaloupky. Ty byly původně kryty slaměnými došky, které stály za záhubou většiny zdejších stavení. Chaloupky díky tomu snadno vyhořely, jak se také stalo při velkém požáru v roce 1870. Kopcovitá ulice V Chaloupkách si dodnes zachovává pitoreskní podobu nejen díky své křivolakosti a některým nepravidelným budovám, ale i díky několika skalám, které zde nalezneme.
- Za Maškovnou, místo za bývalou hájenkou-domkem pana Maška v Netřebech čp. 9.
- Párník, dodnes obrovská dvoupatrová budova čp. 49 v ulici V Chaloupkách. Původně parní mlýn z roku 1865, od toho i název. Mlýn bohužel neprosperoval a po postavení kladenské konkurence byl roku 1872 uzavřen a přestavěn na byty. Zařízení bylo odprodáno a vysoký komín byl rozebrán až roku 1948. Dnes se tato stará stavba opět upravuje k bydlení.
- V párníku, se říká nejbližšímu okolí bývalého mlýna Párníku. Tj. části ulice V Chaloupkách.
- Na Lipovci či jen Lipovec, pojmenování stráně a temene svahu za Hřebčí nad dnešní přehradou. Původně na temeni stráně vedla stará úvozová cesta vybíhající z Lípové ulice ve směru na Peklov a kladenský lesopark Bažantnici. Tato úvozová cesta byla zavezena stavební sutí v 80.–90. letech 20. století a bohužel tak zcela zanikla. Dnes místo ní vede (blíže ke svahu) nová, mnohem užší, pěšina. Jméno Lipovec je odvozeno od dvou asi 500 let starých lip, které zde stály až do roku 1926 a 1934. Tyto lípy se nacházely ve stráni. Dolejší lípa uschla v roce 1926 a hořejší zanikla při větrné smršti v roce 1934. Od lip dle tradice vybubnovával panský dráb (po založení Peklova v roce 1725) robotu na panském a další významné vyhlášky.
- Na přehradě, jméno užívané pro hřebečskou přehradu, která leží na území někdejších Netřeb. V oblasti měl mnoho svých polností rod Vaňků. Vodní nádrž vznikla v roce 1976 zatopením nehlubokého údolí při Hřebečském (Lidickém) potoku. Přehrada má rozlohu cca 4 ha a slouží veřejnosti jako koupaliště a rybářský revír. V mělké počáteční části je vyhlášena ochranná oblast. Hnízdí zde vzácní ptáci atp.
- U Větrníku, jednalo se o místo na území Netřeb v místech dnešní přehrady. Kdysi tam stával vysoký dřevěný větrník, který byl svědkem mnoha lumpárem hřebečské omladiny.
- V cihelně, označení se vztahuje k celé části obce, která leží za křižovatkou hlavní silnice od Kladna na Buštěhrad, tj. za bývalou samoobsluhou – domem čp. 51. Na přelomu 19. a 20. století zde stály dvě cihelny rodin Bendů a Bryndových. Stavitel Karel Brynda vystavěl v této pomístné části obce po roce 1921 řadu rodinných domků.
- Vodní mlýn u Fechtnerů, čp. 20, byl založen už mlynářem Vaňkem v roce 1540. Mlelo se zde ještě v době držení rodinou Fechtnerů (tj. po roce 1905) a to až do okupace Československa nacisty.
- Vodní mlýn U Hyských dříve U Čermáků, dnes čp. 29, byl též založen v 16. století. Pomístní jméno připomínalo poslední mlynářskou rodinu Čermákových, jejichž dědička přinesla věnem bývalý mlýn po roce 1918 do rukou rodiny Hyských.
- Na Vinici je místní název od nového kravína (v roce 2022 Autopůjčovna PKtechnik) za vsí směrem na východ po pravé straně silnice Hřebeč – Buštěhrad, až dolu podél cyklostezky (č. 0018) k potoku a podél potoka až na hranici katastru Lidic (staré číslo katastru: 204, 218, 240, 241). Ze starých spisů se dovídáme, že na Slánsku a na Kladensku bylo důležitou složkou zemědělskou vinařství. V 17. století bylo v okolí mnoho vinic. Pěstování révy po čase zaniklo, poněvadž bylo výnosnější pěstování obilí. U nás vinařství se nedařilo pro špatné klimatické podmínky od západu, ale spíš také pro neodborné a drahé pěstování. Vinice byla zrušena, ale dosud naznačuje ještě částečně zachovalý stupňovitý terén (zápis z kroniky 1967).
- Na Tasově či na Klobouku, pojmenování vlastního bývalého tvrziště, při východním okraji obce. Na Tasově znamená dnes též širší oblast mezi tvrzištěm a ulicí V Háji. K Tasovu viz též kapitolka Pamětihodnosti.
- U pomníčku, místo při silnici Hřebeč–Buštěhrad u staré cesty U Floriána (staré číslo katastru 776/1). Stával zde pomníček za zavražděného hřebečského kapelníka Václava Kulhavého. K nešťastné události došlo 11. 2. 1946. Byl zastřelen 2 ranami z pistole. Stalo se tak okolo půlnoci, když se vracel na kole ze hry na plese ve Vrapicích. Vrah odtáhl svoji oběť ze silnice do vozové cesty. Až druhý den byl nalezen cestářem Karlem Čedíkem ze Hřebče. Odvezen byl nákladním vozem pana Malého také ze Hřebče. Po této události nechala paní Miloslava Pelcová (učitelka, poté ředitelka školy ve Hřebči) postavit zde pomníček svému tatínkovi Václavu Kulhavému, o který se pravidelně starala. Ale jelikož byl často pomníček poničen, nechala jej raději odstranit. Vrah nikdy nebyl dopaden i přesto, že tušení kdo to mohl být zde bylo. Tato událost se dotkla snad každého z naší obce.
- Na Draha, jméno hřebečského náměstí. Jde o starý název, původně znamenající, že se těmito místy hnávala stáda dobytku.

## Pamětihodnosti

### Tvrz Tasov
Tvrz Tasov, dnes archeologické naleziště a výletní místo především malých Hřebečáků, leží na východ za vsí ve směru na obec Lidice. Místními je tvrziště nazýváno lidově Kloboukem, čímž je vyjádřen dodnes dobře čitelný tvar někdejšího okrouhlého tvrziště, který připomíná z ptačí perspektivy právě klobouk.
První zmínka o tomto sídle pochází již z 11. století, čímž se tvrz řadí mezi nejstarší šlechtická sídla v ČR. Souvislé prameny o Tasově se ale vynořují až ve 13. století. Tehdy byla tvrz s okolím v držení významného panského rodu Meziříčských z Tasova, který vzešel z oblasti Česko-moravské vysočiny a byl jednou z linií významných pánů z Lomnice. O tomto rodovém propojení svědčí mj. i jejich shodný erb orlího černého křídla se zlatou pružinou ve stříbrném poli i řada listin. Pánům z Tasova tvrz snad poskytovala hospodářské a opěrné zázemí při jejich pobytech v Praze.
Vlastní tvrz byla dle všeho jednodušší věžovou stavbou. Tu obklopovala oválná plášťová hradba a k věžové budově se snad mohlo připojovat i další obytné stavení. Toto jádro tvrze stálo na pravidelném kopečku, který se dodnes zdvihá ve svahu za dnešní obcí. Terén obráncům poskytoval daleký rozhled do kraje – především severním a severovýchodním směrem ke Dříni, Buštěhradu či na Lidice. Kopeček obklopuje pravidelný oválný příkop, přerušený jen z jedné (severozápadní) strany někdejší přístupovou středověkou cestou. Ta však byla v posledních desetiletích bohužel přerušena rozparcelováním svahů pod tvrzištěm. Za příkopem se zřejmě nacházela další hradba či spíše palisáda a na jedné straně (ve směru na Lidice) se asi rozkládalo i hospodářské zázemí tvrze. Tak to mj. naznačuje i tzv. Vojenské mapování z 18. století, které v těch místech ukazuje jakési pozůstatky opevnění ad. staveb.
V kritickém období bezvládí po smrti Přemysla Otakara II. kolem roku 1280 byla tvrz vypálena nepřátelskými braniborskými oddíly a následně byla majiteli opuštěna. Rod „Tasovců“ své středočeské panství raději opustil a z kraje odešel zpět na Moravu. Majetek brzy poté přešel na zakladatele Hřebče, kterým byl polský šlechtic Vojslav Rebecki. Ten poblíž rozvalin Tasova založil roku 1285 obec Řebeč, tj. dnešní Hřebeč. Tasov se pozvolně rozpadal, jeho materiálu bylo zřejmě využíváno ke stavbě vladyckého dvora ve Hřebči i na domovy poddaných. Avšak i nadále byl Tasov občas uváděn v úředních listinách jako pustá tvrz. Ještě v 18. století prý stály na kopečku, obtočeném příkopem, dobře viditelné rozvaliny. Ty ale v následujícím období zmizely. Dnes z tvrze zbyly jen zeminou zasypané a zarostlé základy, které byly v jádře někdejšího tvrziště – tj. na zmíněném kopečku mezi dobře viditelným příkopem – naposledy obnaženy při vykopávkách v 80. letech 20. století.
Podle pověstí vedly z tvrziště dlouhé únikové chodby až na bývalý buštěhradský hrad, do Lidic či na vzdálenější hrad Okoř. Podle svědků se údajně daly ještě před více než 60, 70 lety najít na tvrzišti jakési dutiny či zbytky sklepení, kde si jako malé děti tito svědci hrávali.

### Kaplička
Kaplička při silnici z Kladna na Lidice a Hostouň před domem čp. 25 je novostavbou. Roku 1940 byla zbourána a postavená nová. Původní kaplička stála ve Hřebči již nejpozději od poč. 18. století, ale zřejmě již mnohem dříve. Pro kapličku byl v roce 1738 ulit pěkný barokní zvon, váží 26 kg. Ten byl mj. ve 2. světové válce zrekvírován vojáky, ale nakonec byl nalezen a do Hřebče navrácen.

## Lidický neboli Hřebečský potok a hřebečské vodní plochy
Obcí protéká Lidický potok zvaný často i jako Hřebečský, poněvadž pramenil na katastru Hřebče. Potok pramení asi dva kilometry v blízkém lesoparku Bažantnice u Kladna. Potok kromě hlavních zdrojů v Bažantnici napájí i studánka u hřebečské přehrady ad. prameny. Po opuštění obce teče tento tok východním směrem do míst starých Lidic, kde napájí nový lidický rybník, vybudovaný po roce 1945. V potoce se nacházela cenná populace raků říčních. Podle svědectví hřebečských občanů tam raci žili ještě v 90. letech 20. století a snad obývají potok i doposud. Potok napájí v obci menší rybník před Netřebami u Bažantnice, dále rybníček v Netřebech u hlavní Opletalovy ulice, dále hřebečskou přehradu, která byla vybudována v 70. letech 20. století, poté bývalé koupaliště – dnes obnovený rybník u Fechtnerů (ten leží ve starém centru obce) a nakonec napájí další rybník při dolním konci obce, tj. při starém statku za Lidickou ulicí u čp. 28. Tento poslední rybník je však poněkud stranou a je ukryt mezi stromy, a tak o něm příliš obyvatel ani neví.

## Slavní rodáci a obyvatelé
- Josef Horák – příslušník 311. československé bombardovací perutě RAF
- Josef Oplt – rodák, zpěvák lidových písní, sólista Hudebního divadla v Karlíně
- Karel Šiktanc – rodák, básník a scenárista
- Petr Tenkrát – hokejista
- Jan Železný – obyvatel obce, atlet, vítěz olympiády a nositel mnoha rekordů a vyznamenání

## Doprava
- Silniční doprava – Do obce vedou silnice III. třídy. Západně od obce je projektována přeložka silnice I/61.
- Železniční doprava – Železniční trať ani stanice na území obce nejsou. Ve vzdálenosti 4 km jsou železniční stanice Unhošť a Kladno, ležící na trati 120 z Prahy do Rakovníka, druhá jmenovaná též na trati 093 z Kralup nad Vltavou do Kladna.
- Autobusová doprava – V obci zastavovaly v červnu 2011 autobusové linky jedoucí do těchto cílů: Jeneč, Kladno, Praha, Středokluky, Tuchoměřice (dopravce ČSAD MHD Kladno, a.s.).[19]

## Galerie

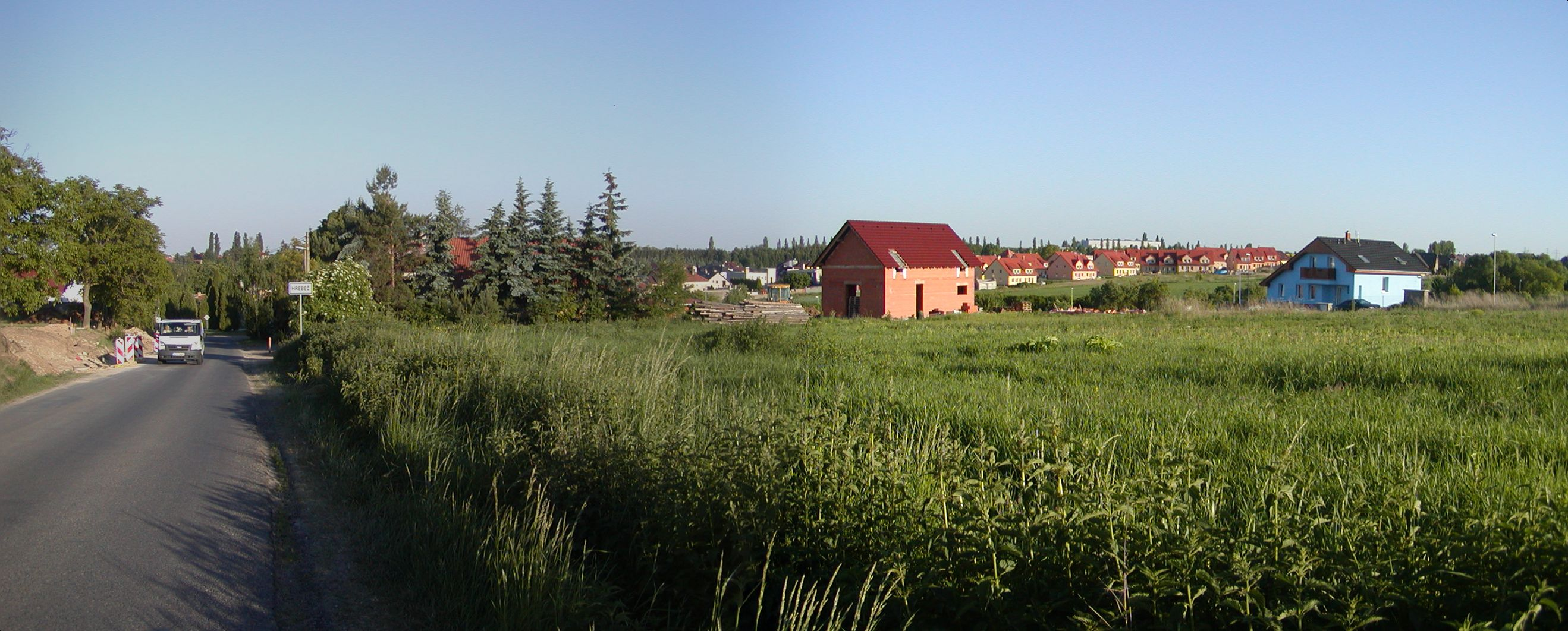
Příjezd z Kladna
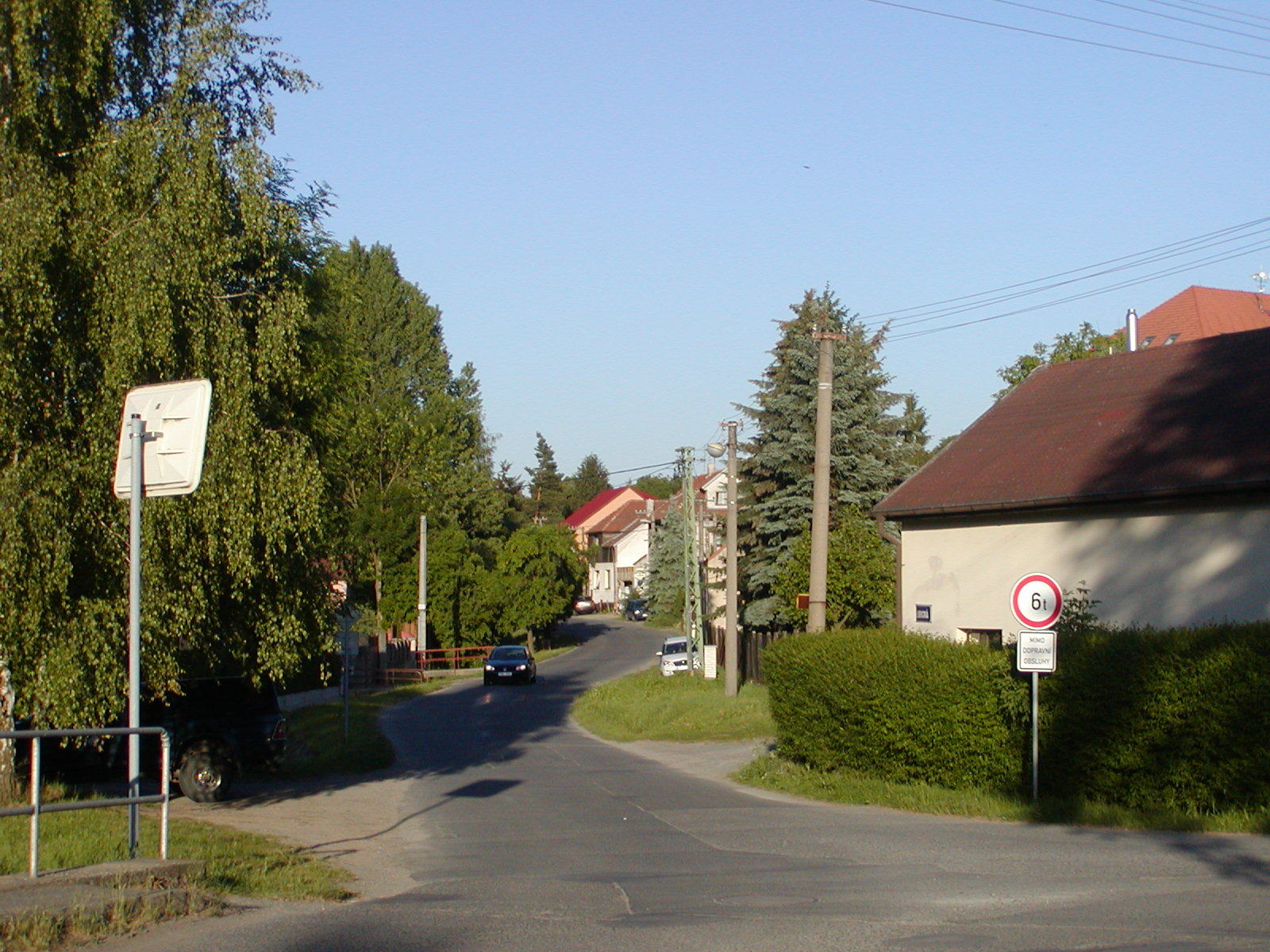
Silnice k Lidicím
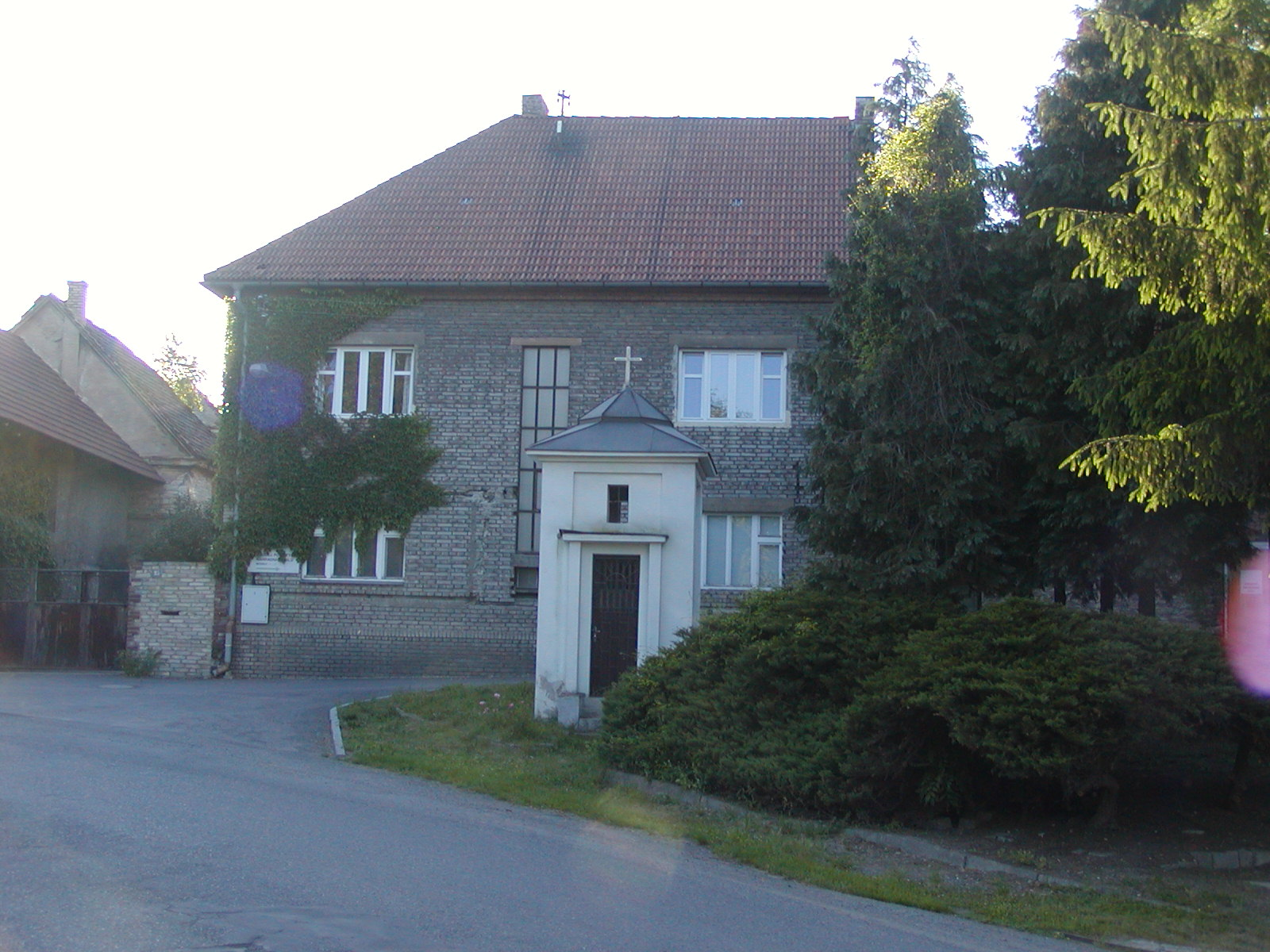
Hřebečská kaplička
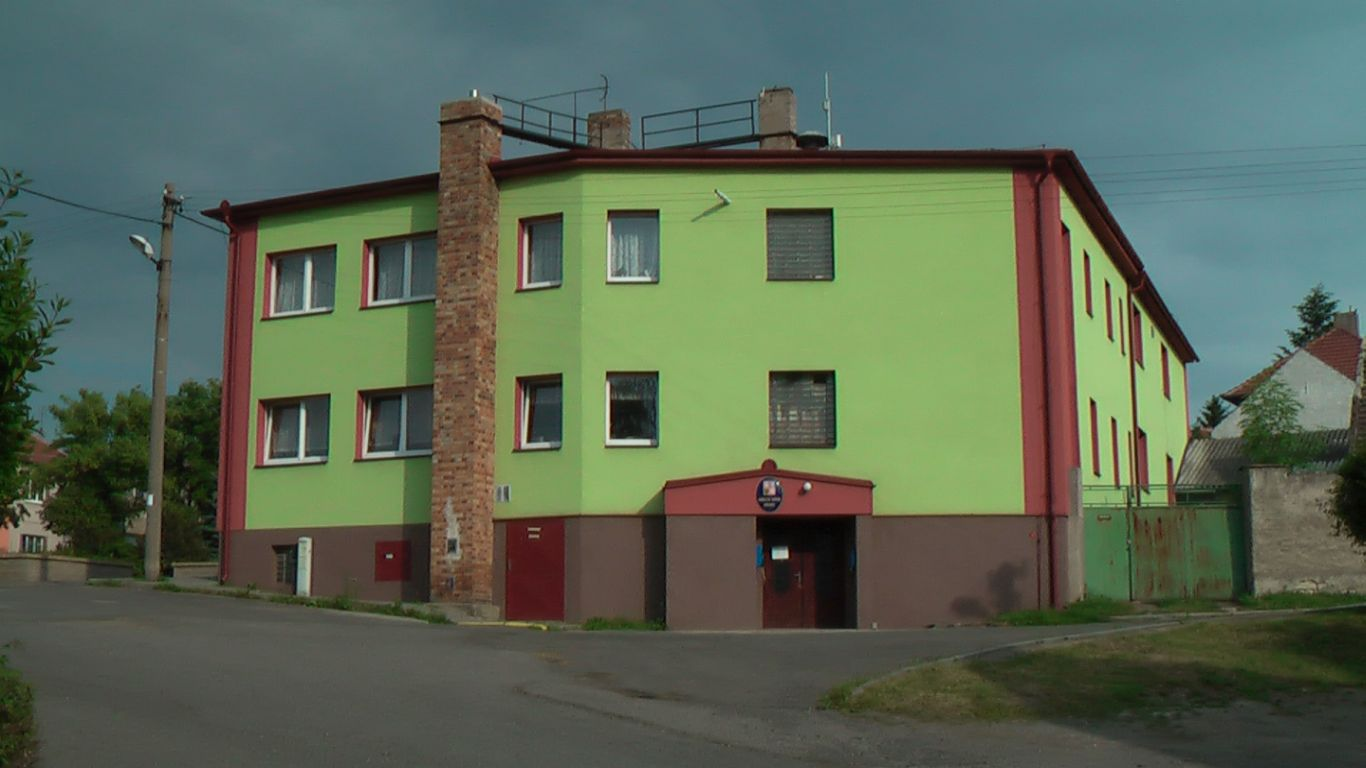
Obecní úřad
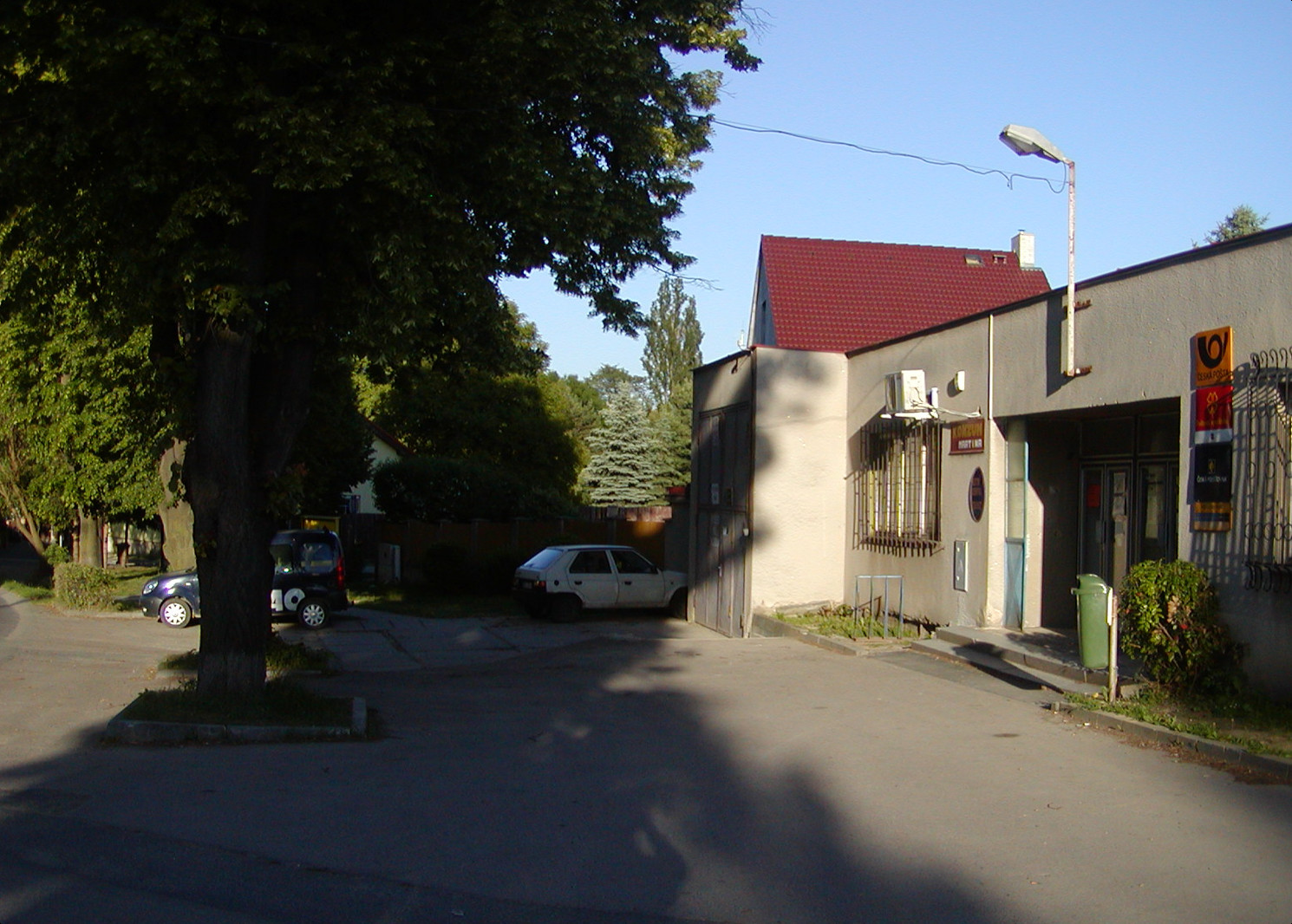
Hřebečská pošta
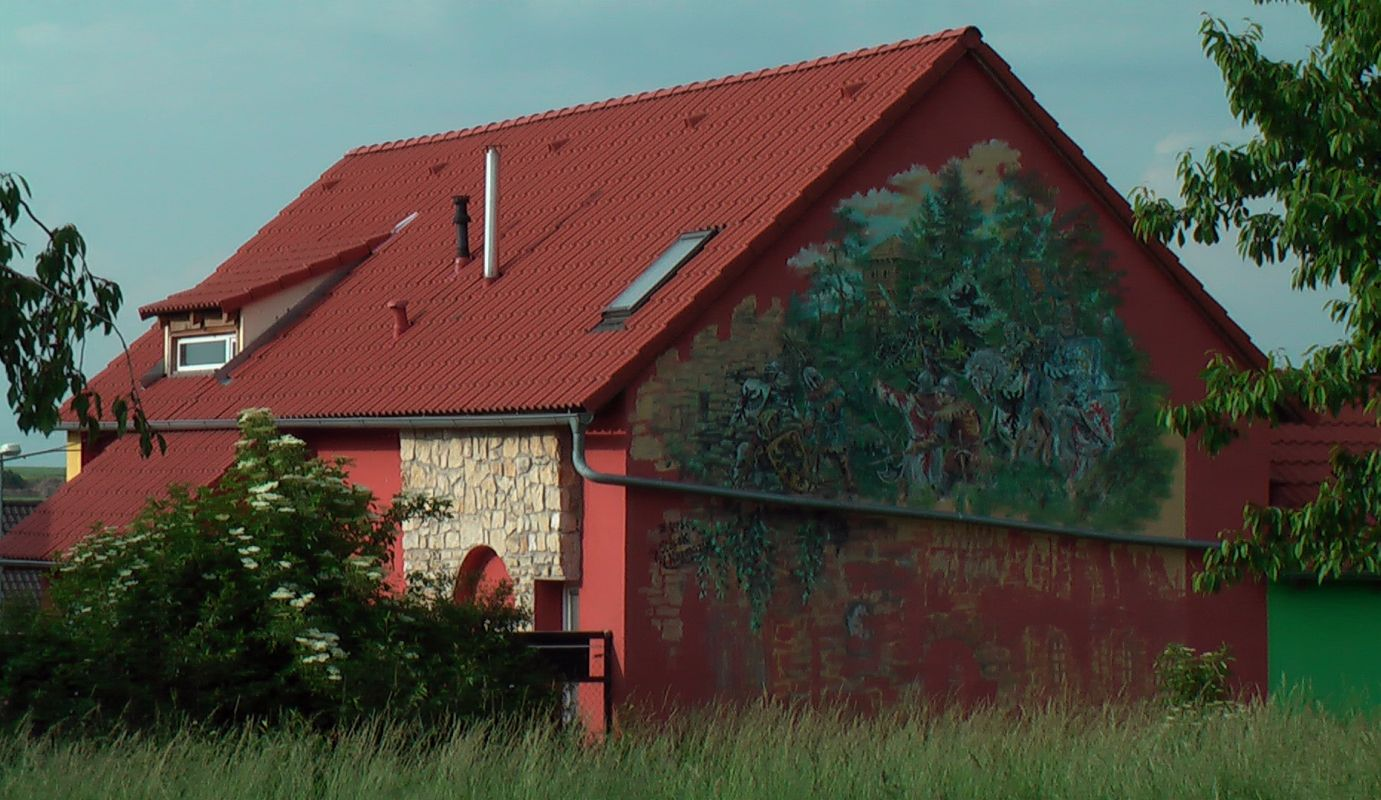
Nová restaurace poblíž bývalé tvrze Tasov
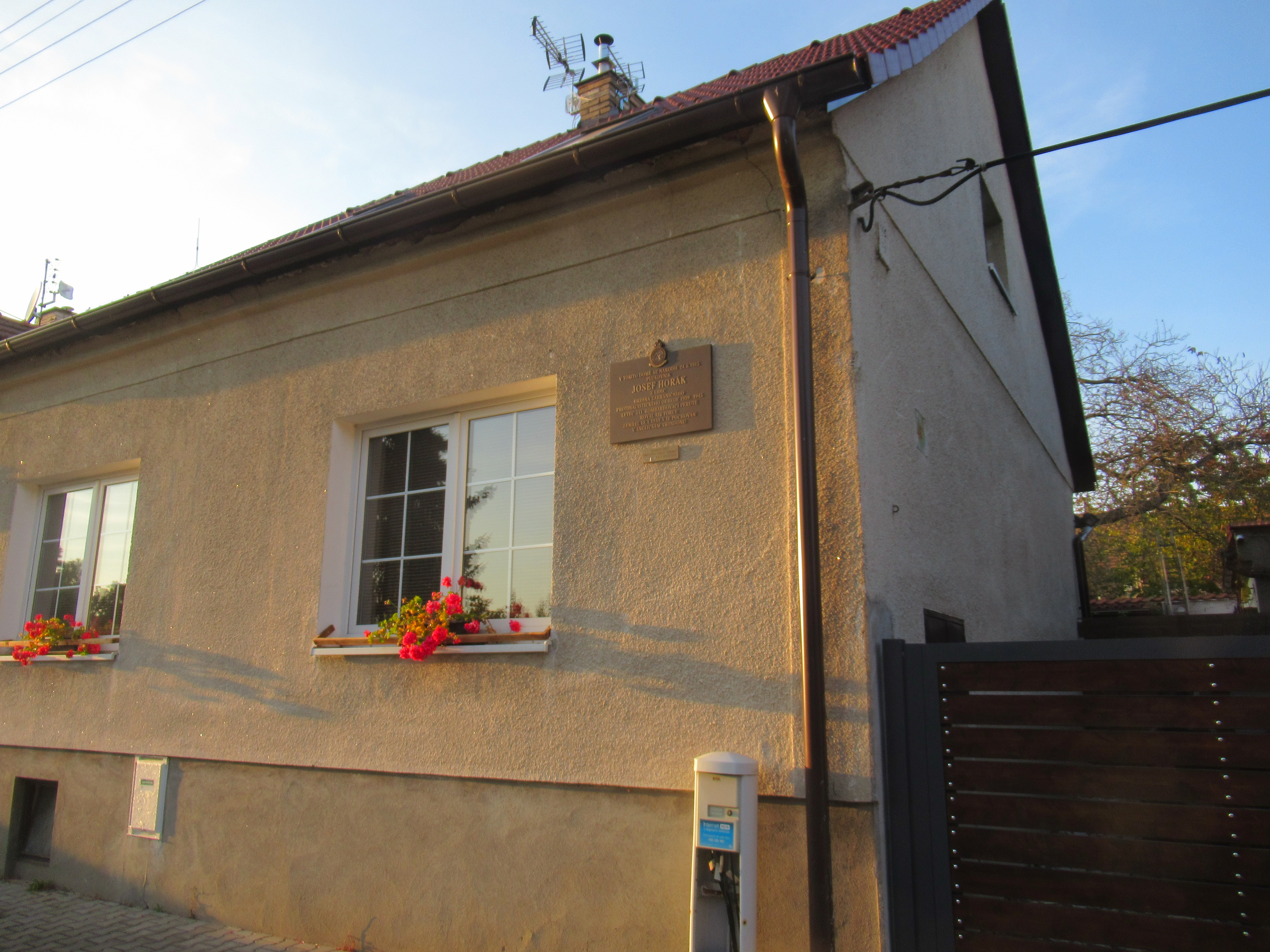
Palackého čp. 103, rodný dům Josefa Horáka (Lidice)
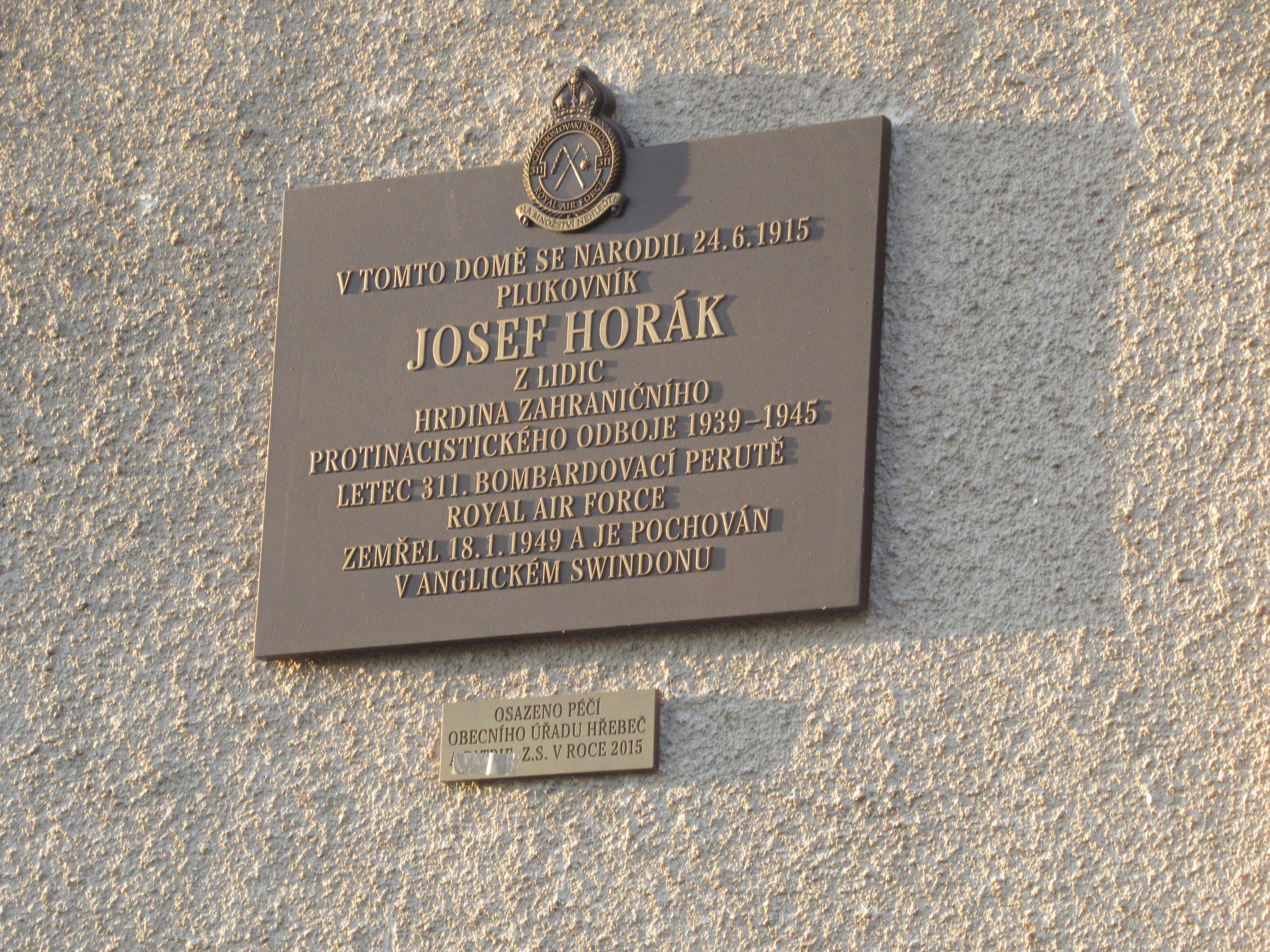
Palackého čp. 103, pamětní deska (rodný dům Josefa Horáka, Lidice)